# ユキザサ
ユキザサ（雪笹、学名: Maianthemum japonicum ）は、ユリ科の多年草。若葉は山菜として食べられる。
APG植物分類体系では、ユキザサは、ユリ目ユリ科からキジカクシ目キジカクシ科に分類される。また、属としては、旧ユキザサ属（ユキザサぞく、学名：Smilacina、漢字表記：雪笹属）に属していたが、旧ユキザサ属は、マイヅルソウ属に含められた。

## 名称
和名の由来は「雪笹」の意で、花が白いので「雪」にたとえ、葉がササ（笹）に似た形状によることからという。アイヌ語名では根をペペロという。別名、オニユキザサ、ササナ、アズキナ、スズメユリともよばれている。中国名は鹿藥。

## 分布と生育環境
日本では、北海道、本州、四国、九州に分布し、山地の落葉広葉樹林の林床に生育する。国外では、朝鮮半島、中国大陸、ウスリー、アムールに分布する。

## 特徴
多年生草本。地下に根茎があり、肉質で直径4 - 7ミリメートル (mm) になり長く横たわる。茎は円柱形で、弓なりに曲がり、高さは20 - 70センチメートル (cm) になる。茎は直立するが、上部は斜上し、上部にいくにしたがって粗い毛におおわれる。茎の根元はのほうが濃い紫褐色になり、茎全体に細かい毛が密生する。葉は茎の上半分に2列に並んで互生し、葉身は長さ6 - 15 cmになる広楕円形から卵状長楕円形で、先は鋭くとがり、基部は円形または切形になる。葉質は軟らかく、両面に粗い毛が生え、とくに裏面の葉脈上に多い。葉脈は並行脈で目立つ。
花期は初夏（5 - 7月）。茎先に円錐花序をつけ、白い小さな両性花を多数つける。花序と花柄にも粗い毛が多い。花被片は白色で6個、長さは3 - 4ミリメートル (mm) になる長楕円形で幅は狭く、平開する。雄蕊は6個あり、花被片より短い。雌蕊の花柱は長さ0.5 - 1 mmで、柱頭は丸いか、わずかに3裂する。果実は球形の液果で、径5 - 7 mm、初め緑色であるが後に赤く熟す。
- 花序にも粗い毛が多い。
- 花被片は白く、幅の狭い長楕円形。
- 小さい個体。

## 利用
春の若い芽は山菜となる。採取時期は4 - 5月ごろで、葉がかたく巻いているころから、数枚の葉が開きかけているころの若芽を採取する。緑色が残るようにさっと茹でて水にとって冷まし、おひたし、和え物、バター炒め、煮びたし、すまし汁、山菜ずしの具、薄い塩味をつけて山菜ご飯にする。生で天ぷらや汁の実にもできる。茹でるとアズキのような香りとほのかに甘みがあり、滑らかな口当たりと淡白な味わいがある。
葉が開ききらない若芽のころは、毒草のホウチャクソウ（学名: Disporum sessile）に似ている。ユキザサは花芽をつけながら生長するため、葉の先端から蕾がのぞいているころに採取すると安全といわれている。